# Hotel MDM

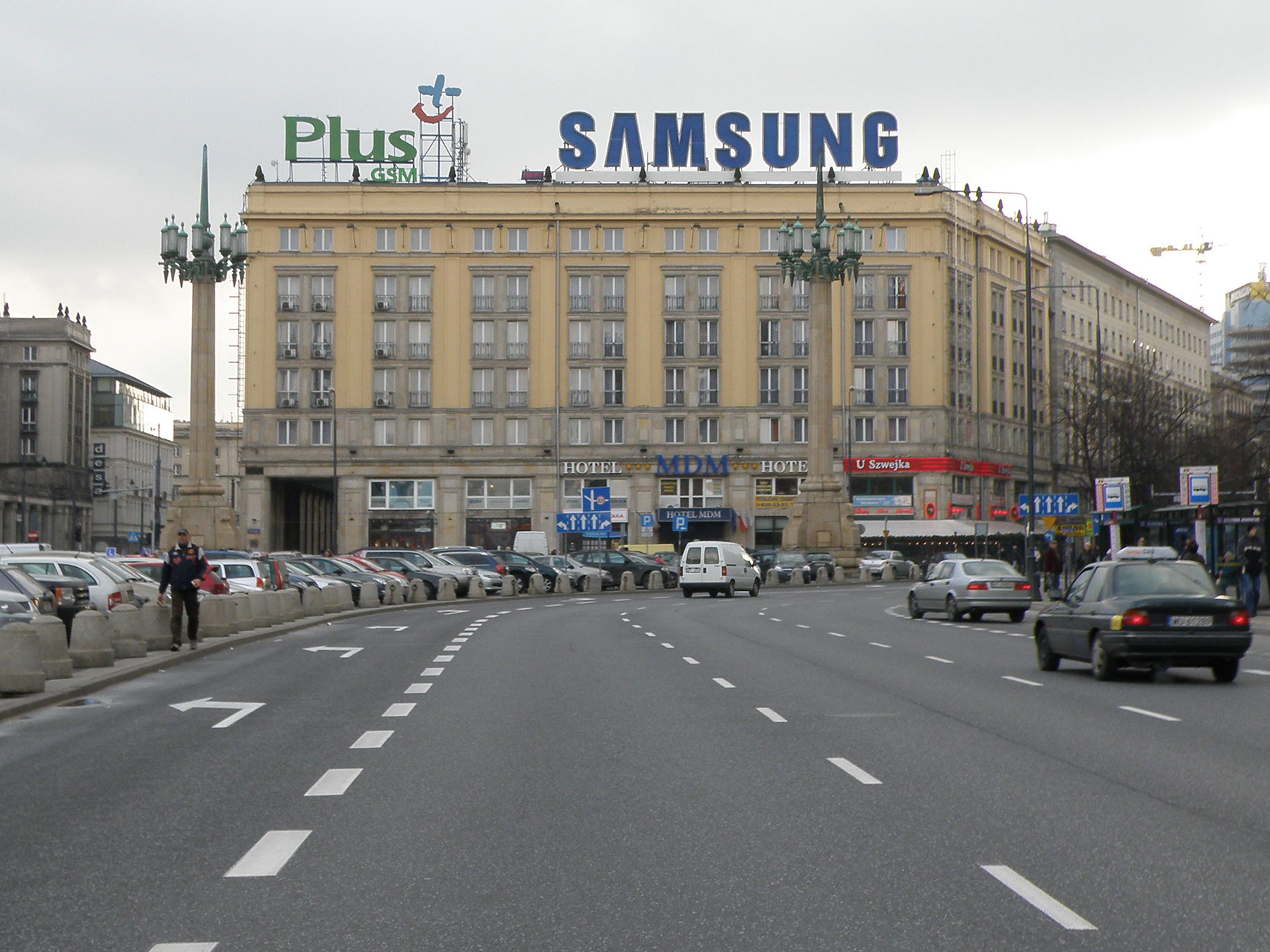
Das Hotel an der südlichen Stirnseite des Plac Konstytucji. Links mündet die Marszałkowska, rechts führt die Waryńskiego vorbei

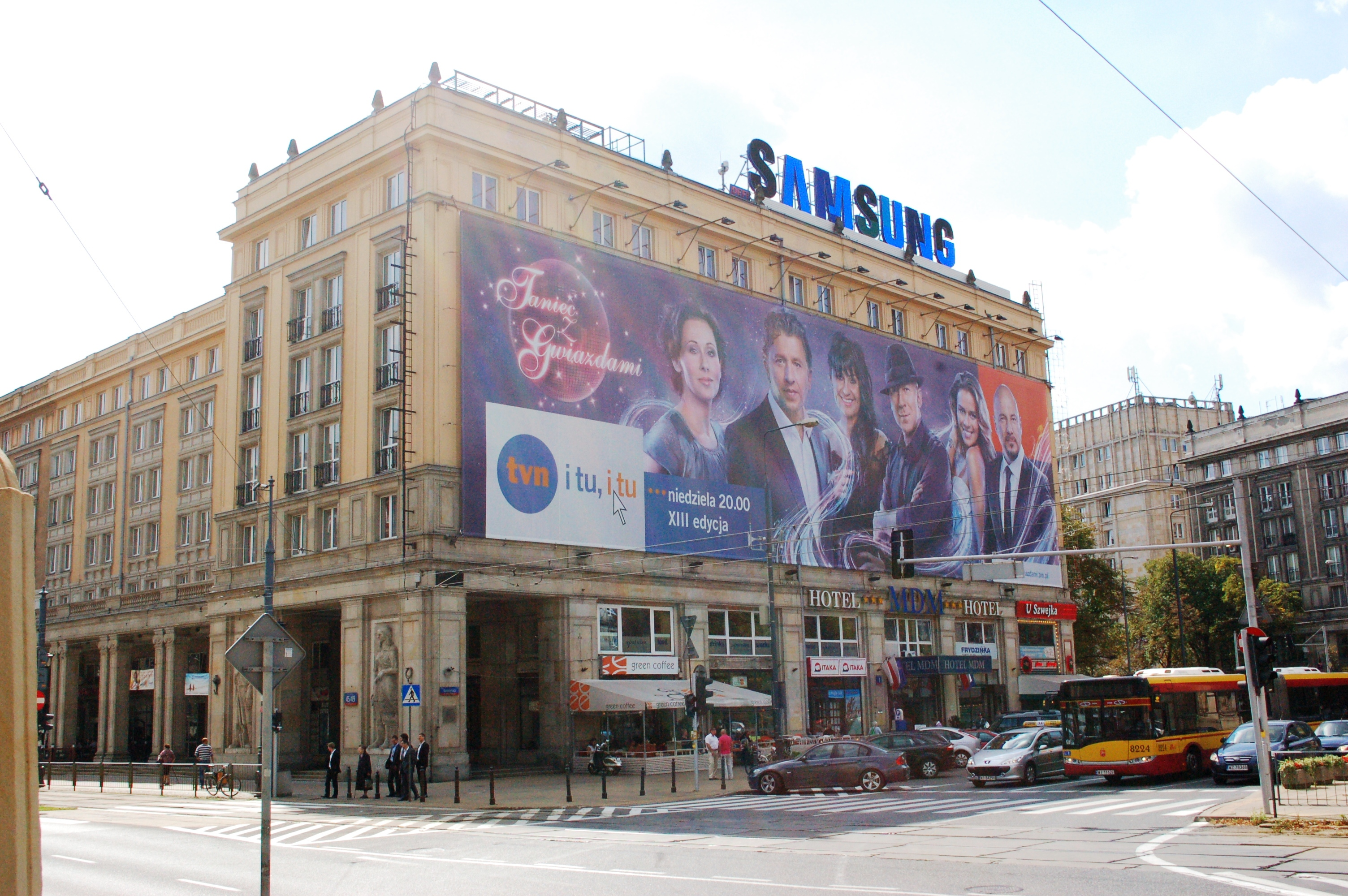
Das von einer großflächigen Außenwerbung verdeckte Hotel, gesehen von der Ostseite des Plac Konstytucji im Sommer 2011

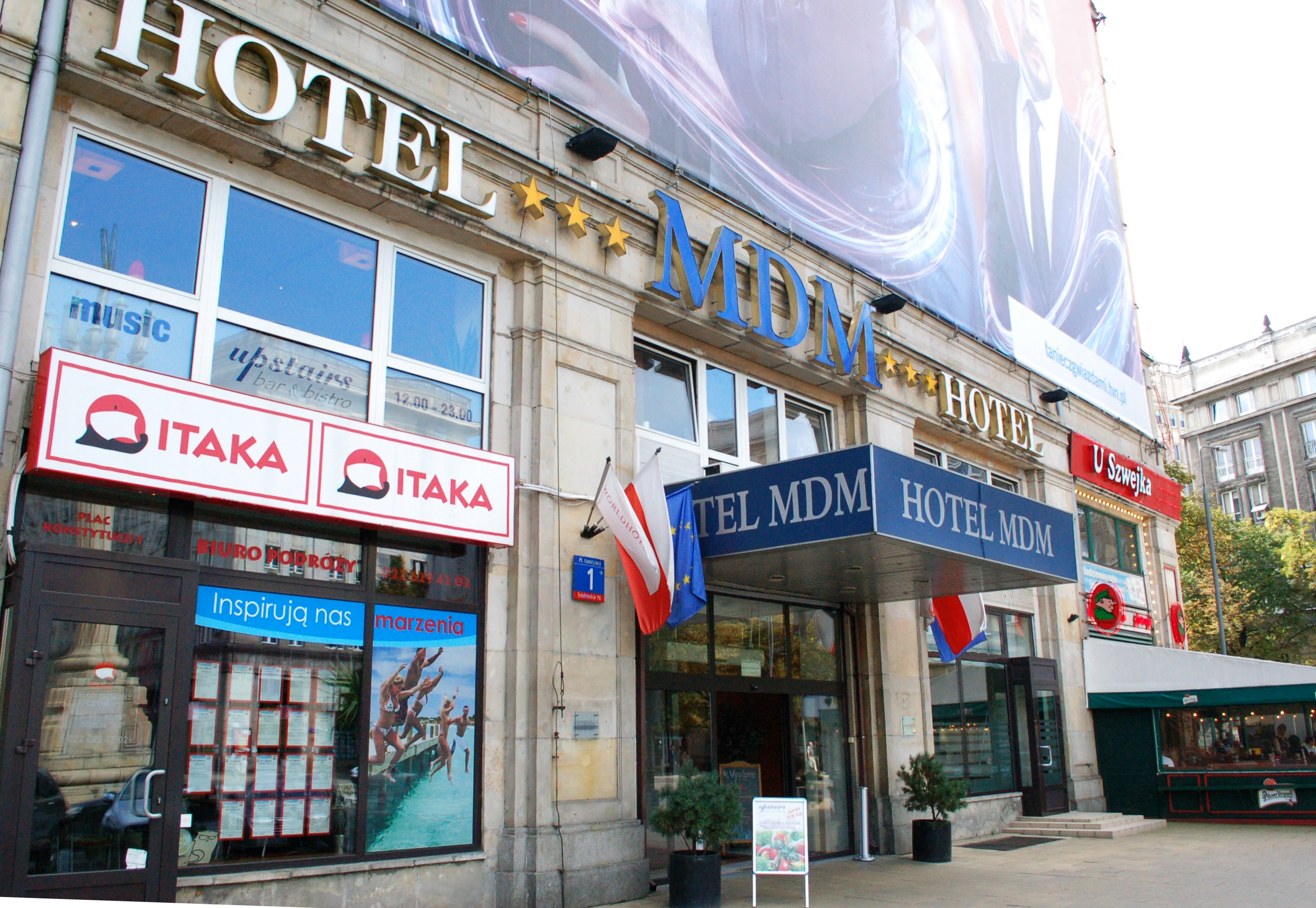
Der von Geschäften und Restaurants umgebene Eingang des Hotels

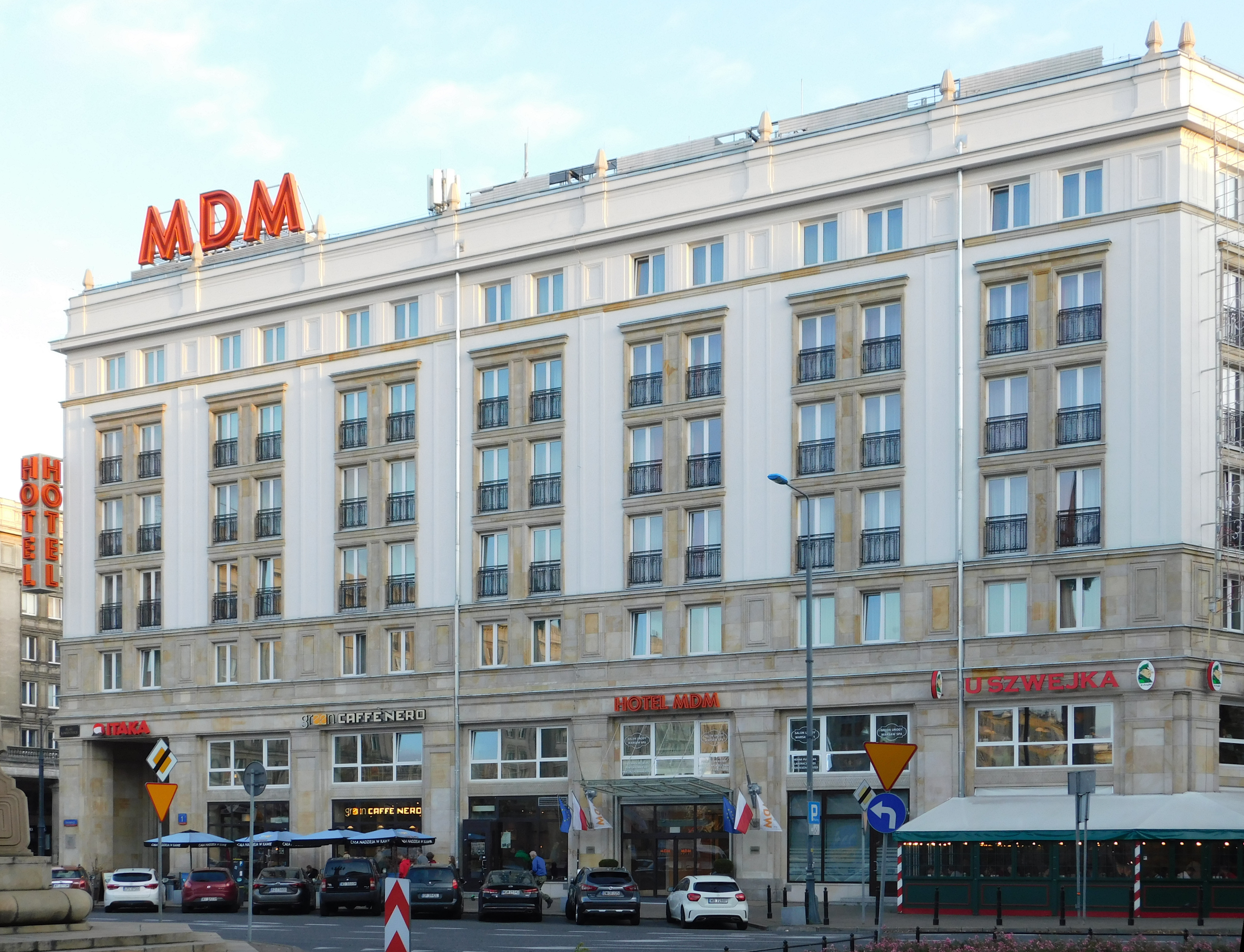
Das Hotel MDM im Herbst 2019

Das nach dem Zweiten Weltkrieg errichtete Hotel MDM befindet sich in Warschau. Es ist Bestandteil des Wohnviertels Marszałkowska Dzielnica Mieszkaniowa (MDM), das zum Innenstadtdistrikt (Bezirk: Śródmieście Południowe) der Stadt gehört. Mit seiner Lage an der Stirnseite des verkehrsreichen Plac Konstytucji bildet es einen zentralen Fluchtpunkt der von Norden nach Süden verlaufenden Ulica Marszałkowska. Das 3-Sterne-Hotel wird heute von einer privaten Hotelgruppe betrieben.

## Lage
Das Gebäude mit der Adresse Plac Konstytucji 1 ist der südliche mittlere Abschluss des nach dem Krieg neu trassierten Plac Konstytucji. Es ist zugleich der nördliche Flügel eines Gebäudeblockes, der sich an dem von hier aus südlichen Fortgang der Marszałkowska sowie der Ulica Waryńskiego erstreckt. Das MDM-Hotel liegt nicht ganz mittig in Verlängerung der Marszałkowska. Der ostwärts vorbeilaufende Teil dieser Straße ist hier vom Plac Unii Lubelskiej bis zum Plac Konstytucji als Einbahnstraße ausgestaltet. Westlich des Hotels verläuft die stark befahrene Waryńskiego. Direkt vor dem Hotel fließt der gegen den Uhrzeigersinn rotierende Kreisverkehr des Plac Konstytucji.

## Geschichte
Das Hotel MDM ist integraler Bestandteil des MDM-Viertels. Es wurde im Rahmen des ersten Bauabschnittes (MDM I) dieses Viertels errichtet. So wie auch angrenzende und benachbarte Gebäude stammte der Entwurf aus der eigens gegründeten Werkstatt „MDM“ einer Architektenarbeitsgruppe unter Leitung von Józef Sigalin. Weitere wichtige Architekten waren Stanisław Jankowski, Jan Knothe und Zygmunt Stępiński. Baubeginn war der 1. August 1950, am 22. Juli 1952 war das Ensemble fertiggestellt.
Die Ursprungsplanung der Architekten sah an der Stelle des Hotels die Errichtung eines Hochhauses vor, das den gesamten Platz dominieren sollte. Ein Folgeplan sah die Errichtung dieses Hochhauses in einem weiter südlich liegenden Bereich vor. Die Realisierung dieses Projektes (von Jan Knothe) hätte zu einem Abriss der Erlöserkirche am nahegelegenen Plac Zbawiciela geführt. Schließlich wurden beide Pläne nicht verwirklicht, an der Südseite des Platzes entstand das heutige Hotelgebäude, die im Krieg beschädigte Erlöserkirche wurde saniert.
Auf dem Dach des Gebäudes befand sich über mehrere Jahrzehnte die Leuchtreklame „Podróżuj Lotem“ (Fliege LOT). In Andrzej Wajdas Film „Niewinni Czarodzieje“ (Unschuldige Hexer) aus den 1960er Jahren ist diese Reklame über dem Hotel in der ersten Filmszene erkennbar. Im Hotel gab es den beliebten Tanzclub „Pod Kandelabrami“ (Unter den Kandelabern), der sich namentlich auf drei riesige Straßenlaternen vor dem Hotel bezog.
Noch vor der politischen Wende in Polen wurde das MDM-Hotel in die stadteigene Hotelgruppe Syrena (Eigentümerin u. a. der Hotels Saski, Hotel Polonia und Metropol) eingegliedert. Diese Gesellschaft wurde 1997 von der Stadt Warschau an die Wiener Bau Holding AG (Holdinggesellschaft der Ilbau) für 24 Millionen Dollar verkauft. Der Verkauf war umstritten. Die Syrena Immobilien Holding AG, Eigentümerin der Hotele Warszawskie „Syrena“ Sp. z o.o., ist heute Teil der Strabag SE. In den 2000er Jahren wurde das Hotel MDM grundlegend saniert und neu ausgestattet.

## Architektur und Ausstattung
Die Höhe des siebenstöckigen Hotels entspricht der der umgebenden Gebäude. Die Fassade ist – wie das ganze MDM-Viertel – im Stil des Sozialistischen Realismus gehalten. Das Hotel scheint auf einem zweigeschossigen (nachträglich vermauerten) Bogengang zu ruhen. Tatsächlich befindet der sich nur auf der ostwärtigen Frontseite, von dort setzt er sich in dem an der Marszałkowska erstreckenden Blockflügel fort. Die Fassade ist mit ihren Gesimsen und Lisenen nach klassizistischem Vorbild gegliedert. Das Flachdach ist von einer Attika mit Dachgesims umgeben. An den Seitenteilen des Gebäudes befinden sich rund 4 Meter hohe monumentale Skulpturen, die Arbeiter darstellen.
Das Hotel enthält nach einer Modernisierung heute 137 Zimmer und 5 Suiten. Weiterhin befinden sich hier ein Versammlungsraum und vier Konferenzräume für bis zu 390 Teilnehmer. Das Restaurant „La cucina Italiana“ und die „Upstairs Bar & Bistro“ bieten einen Blick auf den Plac Konstytucji. Das Hotel ist Mitglied im Verbund Worldhotels AG, der rund 450 Hotels in 65 Ländern vereint.
Im Erdgeschoss des Gebäudes haben sich rechts und links des Hoteleinganges gastronomische Einrichtungen („U Szwejka“, „Green Café“) sowie ein Reisebüro eingerichtet.